# Contadero, Mexiko
Contadero är en ort i Mexiko.   Den ligger i kommunen Huajicori och delstaten Nayarit, i den centrala delen av landet, 700 km nordväst om huvudstaden Mexico City. Contadero ligger 192 meter över havet och antalet invånare är 200.
Terrängen runt Contadero är huvudsakligen kuperad. Contadero ligger nere i en dal. Runt Contadero är det mycket glesbefolkat, med 4 invånare per kvadratkilometer. Närmaste större samhälle är Quiviquinta, 14,4 km söder om Contadero. I omgivningarna runt Contadero växer i huvudsak lövfällande lövskog.